# The Fire in Your Eyes
The Fire in Your Eyes (hebr.: האש בעינייך) – singel izraelskiego piosenkarza Boaza Maudy nagrany i wydany w 2008 roku. Utwór reprezentował Izrael podczas 53. Konkursu Piosenki Eurowizji w 2008 roku.

## Historia utworu

### Nagrywanie
Utwór został skomponowany i napisany przez Danę International, która tekst piosenki napisała we współpracy z Shai Kerem.

### Występy na żywo:Kdam, Konkurs Piosenki Eurowizji
Boaz Mauda został wewnętrznie wybrany przez nadawcę Israeli Broadcasting Authority (IBA) na reprezentanta Izraela podczas 53. Konkursu Piosenki Eurowizji. Podczas krajowych selekcji Kdam 2008, które odbyły się 25 lutego, wykonał pięć utworów, w tym hebrajskojęzyczną wersję „The Fire in Your Eyes” – „Ke'ilo Kan”. Ostatecznie wygrała ona eliminacje, zdobywając 164 punkty od sędziów oraz telewidzów.
Podczas Konkursu Piosenki Eurowizji została wykonana anglojęzyczna wersja singla – „The Fire in Your Eyes”. Piosenka została zaprezentowana jako druga w kolejności podczas pierwszego półfinału festiwalu, który odbył się 20 maja. Utwór zdobył 104 punkty i awansował do finału z 5. miejsca. W sobotniej rundzie finałowej, która odbyła się 24 maja, singel zajął 9. miejsce, otrzymując 124 punkty.